# Ganj Bhawanipur
Ganj Bhawanipur (nep. गञ्ज भवानीपुर) – gaun wikas samiti w środkowej części Nepalu w strefie Narajani w dystrykcie Bara. Według nepalskiego spisu powszechnego z 2001 roku liczył on 896 gospodarstw domowych i 5979 mieszkańców (2874 kobiet i 3105 mężczyzn).